# Yarmouth (Massachusetts)
Pour les articles homonymes, voir Yarmouth.
Yarmouth (en anglais [ˈjɑːrməθ]) est une ville du cap Cod dépendant du comté de Barnstable dans l'État du Massachusetts, dans l'est des États-Unis. Au recensement de 2010, la ville comptait 23 793 habitants.

## Histoire
Yarmouth fut, en 1639, l'un des premiers établissements européens fondés en Nouvelle-Angleterre et intégré à la colonie de Plymouth.

## Démographie
| Groupe            | Yarmouth | Massachusetts | États-Unis |
| ----------------- | -------- | ------------- | ---------- |
| Blancs            | 92,6     | 80,4          | 72,4       |
| Métis             | 2,1      | 2,6           | 2,9        |
| Afro-Américains   | 2,0      | 6,6           | 12,6       |
| Autres            | 1,8      | 4,7           | 6,4        |
| Asiatiques        | 1,1      | 5,3           | 4,8        |
| Amérindiens       | 0,3      | 0,3           | 0,9        |
| Total             | 100      | 100           | 100        |
|                   |          |               |            |
| Latino-Américains | 2,6      | 9,6           | 16,7       |

Selon l'American Community Survey, pour la période 2011-2015, 90,56 % de la population âgée de plus de 5 ans déclare parler anglais à la maison, alors que 2,74 % déclare parler le portugais, 0,85 % l'espagnol, 0,71 % une langue chinoise, 0,70 % le français, 0,57 % le gujarati et 3,87 % une autre langue.

## Personnalités liées à la ville

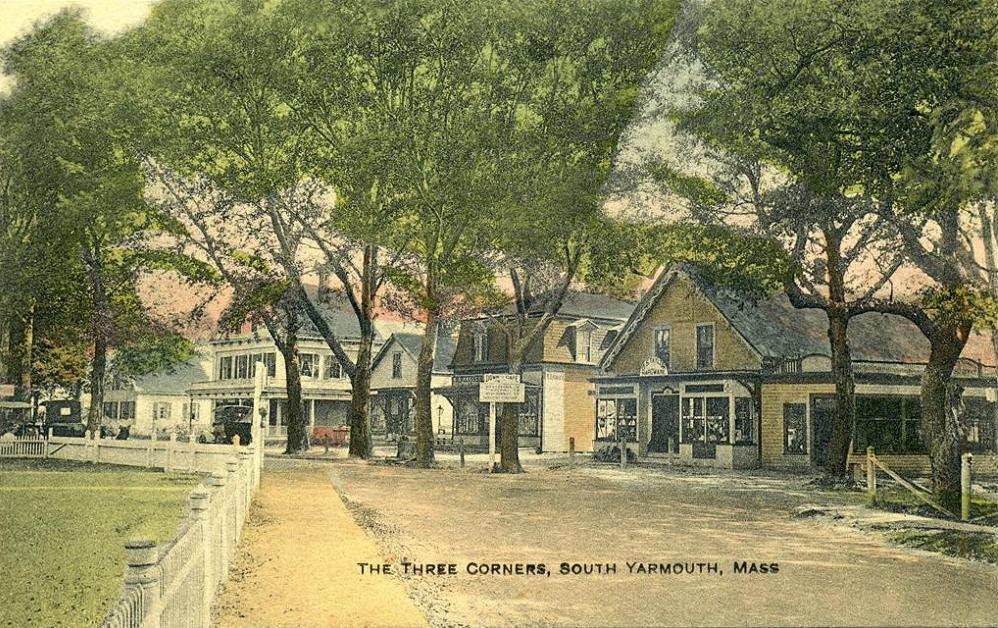
The Three Corners au sud de Yarmouth c. 1910

- Asa Eldridge, capitaine de la marine
- Edward Gorey, écrivain et illustrateur
- John Gorham, Ranger colonial décoré
- Lot Hall, justice de la Cour suprême du Vermont[4]
- Joseph Eldridge Hamblin, major general de la guerre de Sécession
- Christy Mihos, homme d'affaires et politicien
- Snow Parker, marchand, juge et politicien
- Keith Reed, joueur de baseball
- Thomas Chandler Thacher, membre du Congrès
- George Thatcher, avocat et homme d'État